# Olga Tass-Lemhényi
Olga Tass-Lemhényi (hongarès: Tass Olga)  (Pécs, 28 de març de 1929 - Budapest, 10 de juliol de 2020) va ser una gimnasta artística hongaresa que va competir durant les dècades de 1940 i 1950. Participà en tres edicions dels Jocs Olímpics, en els quals guanyà sis medalles. Va estar casada amb el waterpolista Dezső Lemhényi.
El 1948, als Jocs de Londres, guanyà la medalla de plata en la competició del concurs complet per equips del programa de gimnàstica. El 1952, a Hèlsinki, guanyà la plata en el concurs complet per equips i el bronze en el concurs per aparells. El 1956, a Melbourne, disputà els seus tercers Jocs, en els quals guanyà tres noves medalles del programa de gimnàstica: l'or en el concurs per aparells, la plata en el concurs complet per equips i el bronze en el salt sobre cavall.